# Робна марка
Робна марка или бренд (енгл. brand) представља
- фабричку марку; заштитни знак; врсту или тип производа; заједничку ознаку за све информације о неком производу или услузи.
- производ, обичај, поступак или популарну личност који су постали познати у свету; одређена очекивања конзумента од неког производа или услуге.

Саставни елементи робне марке су идентитет, вредност, препознатљивост и свест о марки.

## Елементи робне марке

### Идентитет
Идентитет робне марке (енгл. Brand Identity) јесте визуелна и вербална манифестација предузећа, производа или особе.

### Вредност
Вредност робне марке (енгл. Brand Equity) представља меру инвестиција које је организација уложила у робну марку.

### Препознатљивост
Препознатљивост робне марке (енгл. Brand Recognition) је акумулирана маса позитивних осећања о марки у свести особе.

### Свест
Свест о робној марки (енгл. Brand Awareness) је начин формирања информације о постојању робне марке.